# Marcel Fischer (Fechter)
Marcel Fischer (* 14. August 1978 in Biel/Bienne) ist ein ehemaliger Schweizer Fechter.

## Karriere
Er ist 190 cm gross und 80 kg schwer. Fischer ist in Brügg bei Biel aufgewachsen und wohnt in Basel. Er hat an der Universität Basel Medizin studiert und im November 2006 abgeschlossen. Nach der Dissertation hat er sich hauptsächlich auf die Olympischen Sommerspiele 2008 in Peking vorbereitet, für die er sich jedoch nicht qualifizieren konnte.  Bei den Olympischen Sommerspielen 2004 in Athen wurde er Olympiasieger im Degenfechten. Er bezwang im Final den Chinesen Wang Lei 15:9. Fischer wurde 2003 und 2004 jeweils Zweiter der Weltcup-Gesamtwertung und erreichte an den Olympischen Sommerspielen 2000 in Sydney den vierten Platz.
Er war Mitglied der Fechtgesellschaft Basel. Das Fechten hatte er im Bieler Fechtclub erlernt, dessen damaliger Fechtmeister Ryszard Marszałek war. Die polnische Schule Marszałeks war eher defensiv angelegt, was sich in Fischers Fechtstil widerspiegelt. Seine letzten Trainer waren die Deutschen Rolf Kalich (ehemaliger Nationaltrainer) und Manfred Beckmann (Clubtrainer). 2004 erhielt er für seine Erfolge den SwissAward in der Kategorie Sport.
Am 13. November 2008 gab er im Saal des Bieler Fechtclubs eine Pressekonferenz, in welcher er bekannt gab, sich vom Spitzensport zurückzuziehen: «Es ist ein spezieller Moment, hier aufzuhören, wo alles begonnen hat.»
Er arbeitet als Orthopäde und lebt mit Partnerin und Tochter in Scherzingen. 2011 erkrankte er an Krebs, die bösartige Geschwulst wurde operativ entfernt.